# Hands Like Houses
Hands Like Houses ist eine australische Post-Hardcore-Band aus Canberra. Sie besteht seit 2010 unter diesem Namen und steht zurzeit bei Hopeless Records unter Vertrag.

## Geschichte

### So Long Safety (2006–2009)
Die ursprüngliche Band, aus der später Hands Like Houses hervorgingen, hieß So Long Safety und wurde im Jahr 2006 gegründet. Bandmitglieder waren unter anderem Alex Pearson, Matt Cooper, Joel Tyrrell, Matt Parkitney und Jamal Sabet. 2008 brachten sie eine EP namens Bear In Mind, I'm A Lion heraus und drehten ein Video zum Song You'll Never Beat Me, I'm Hydrodynamically Designed. Die Band wurde für zwei MusicOz Awards nominiert und erreichte Top-Platzierungen bei der Unearthed Competition des australischen Radiosenders Triple J.
2009 trat der jetzige Sänger Trenton Woodley der Band bei, nachdem sich seine alte Band Eternal Debut aufgelöst hatte. Die ab dem Zeitpunkt konstante Besetzung nahm einen Demo-Song namens One:Hundred auf, der später für das Debüt-Album von Hands Like Houses neu aufgenommen werden sollte.

### Namensänderung und Ground Dweller (2010–2012)
2010 änderten sie ihren Namen in Hands Like Houses. Der Name stammt aus dem Film Science of Sleep – Anleitung zum Träumen, in dem der Protagonist einen wiederkehrenden Traum hat, in dem seine Hände „so groß wie Häuser“ werden.
Die Band reiste im selben Jahr nach Orlando, Florida um in den Chango Studios mit Produzent Cameron Mizell ihre erste EP aufzunehmen. Im Jahr 2011 erschienen die Singles There's No Place For Animals und Lion Skin, kurz danach entschied sich die Band ein komplettes Studioalbum aus ihrer EP zu machen. Sie absolvierten 2011 ihre erste Europa-Tour, bei der sie als Support von Hopes Die Last und The Elijah spielten.
Am 4. Januar 2012 wurde offiziell bekannt, dass sie einen Vertrag bei Rise Records unterschrieben haben. Einige Tage später wurde der Release-Termin ihres Debütalbums Ground Dweller für den 13. März 2012 bekannt gegeben. Weitere Details wurden im Laufe der nächsten Monate von Rise Records veröffentlicht und ab dem 11. März wurde das komplette Album bei YouTube zum Stream bereitgestellt.
Ground Dweller erreichte Platz 141 auf den Billboard 200 Charts sowie Platz 2 auf den Billboard Heatseekers Charts. Die Kritiken waren überwiegend positiv, viele lobten den kompletten Verzicht auf Screaming/Growling, wie es sonst im Post-Hardcore üblich ist, sowie den gekonnten Einsatz von Synthesizer-Effekten. Kritikpunkte waren die Produktion und die Überladenheit mancher Songs.
Am 16. April 2012 wurde auf dem offiziellen YouTube-Kanal der Band ein Teaser zu einer digitalen Video-EP namens Snow Sessions hochgeladen. Sie erschien in zwei Teilen am 23. April und am 1. Mai und besteht aus jeweils zwei Akustik-Versionen von Songs ihres Debütalbums.
Ihre erste Tour durch die USA startete am 2. Mai 2012 zusammen mit The Air I Breathe, My Ticket Home und Palisades. Ab dem 5. Juli waren sie auf der jährlich stattfindenden Scream It Like You Mean It Tour unter anderem mit Attack Attack!, The Acacia Strain, Woe, Is Me, Oceano und Impending Doom unterwegs.
Am 6. August wurde die Collide With The Sky Tour angekündigt bei der Hands Like Houses als Support von Pierce the Veil, Sleeping with Sirens und Tonight Alive dabei waren. Des Weiteren erschien am 28. August das offizielle Musikvideo zu This Ain't No Place For Animals.

### Unimagine (2013)
Am 13. Februar kündigten Hands Like Houses via Twitter an, an einem neuen Album zu arbeiten. Am 22. März 2013 wurde dies durch ein Video bestätigt, welches die Band im Studio bei der Aufnahme ihres neuen Albums zeigte. Das Veröffentlichungsdatum wurde am 7. Juni 2013 bekannt gegeben, es soll am 23. Juli via Rise Records herauskommen und den Titel Unimagine tragen. Eine Woche später wurde die erste Single Introduced Species veröffentlicht, kurz darauf ging die Band auf die jährlich stattfindende Vans Warped Tour die vom 15. Juni bis zum 4. August andauert. Am 28. Juni veröffentlichte das australische Blunt Magazine die Premiere zur zweiten Single A Fire On A Hill mit dazugehörigem Musikvideo. Des Weiteren folgte am 16. Juli 2013 ein Musikvideo zur dritten Single Shapeshifters bestehend aus Live-Mitschnitten von der Warped Tour.

### Dissonants (2016)
Die Band trat im März in das Studio ein und nahm ihr drittes Album mit James Paul Wisner (Underoath, Paramore, Go Radio, The Getaway Plan) in St. Cloud, FL, auf. Das Album wurde von Rise Records und UNFDveröffentlicht und erhielt ursprünglich eine vorläufige Veröffentlichung für Oktober 2015. Die Band tourte auf der diesjährigen Vans Warped Tour. Sie debütierten als Teil ihres Sets ein neues Lied "New Romantics".
Am 11. August kündigte die Band über Facebook an, dass ihr neues Album "Dissonants" heißt und im Oktober dieses Jahres erscheinen wird. Außerdem kündigten sie eine Welttournee an. Die Band veröffentlichte die zweite Single von Dissonants, "New Romantics", die zuvor während der Warped Tour im Oktober debütierte. Die Band debütierte später zwei neue Songs während ihrer "Dissonants World Tour", Glasshouse und Perspectives. Am 15. Juni 2017 veröffentlichte die Band eine neue Single "Drift" und kündigte an, dass sie weltweit bei Hopeless Records unter Ausschluss von Australien und Neuseeland unterschrieben haben, wo ihre Partnerschaft mit UNFD weitergeht.

### Anon (2018)
Anfang 2018 erschien die Band auf dem UNIFY-Festival im Tarwin Lower und nahm an der Resonant Acoustic Tour teil.
Am 26. Juli kündigte die Band an, dass sie ihr viertes Studioalbum "Anon" veröffentlichen, das am 12. Oktober über Hopeless Records veröffentlicht wird. Die erste Single des Albums, "Overthinking", wurde ebenfalls am selben Tag veröffentlicht. Vier Tage später kündigte die Band Termine für eine Headliner-Tour durch Nordamerika mit Emarosa und Devour the Day an.
Die zweite Single des Albums, "Monster", wurde am 13. August veröffentlicht. Die dritte Single des Albums, "Tilt", wurde am 20. September veröffentlicht.

## Stil
Hands Like Houses spielen eine Mischung aus modernem Post-Hardcore, elektronischen Effekten und verschiedenen experimentellen Elementen wie Harfen oder Glockenspielen. Sänger Trenton Woodley verzichtet komplett auf den Einsatz von Gutturalem Gesang und verwendet einen an Soul orientierten Gesang ähnlich wie Tyler Carter (ex-Woe, Is Me) Jonny Craig (ex-Emarosa, Dance Gavin Dance).
Als Einflüsse zählen Hands Like Houses vor allem The Receiving End of Sirens und Thrice auf.

## Diskografie
Alben
- 2012: Ground Dweller (Rise Records)
- 2013: Unimagine (Rise Records)
- 2014: Reimagine (EP)
- 2016: Dissonants (Rise Records)
- 2018: Anon. (Rise Records)
- 2020: Hands Like Houses (UNFD)

## Musikvideos
- 2012: Snow Sessions
- 2012: This Ain't No Place for Animals
- 2013: Introduced Species
- 2014: Torn
- 2014: A Tale of Outer Suburbia
- 2015: I Am
- 2016: Colourblind
- 2016: Glasshouse
- 2016: Degrees of Separation